# Mondfinsternis vom 5./6. April 397 v. Chr.
Die in babylonischen Quellen notierte Mondfinsternis vom 5./6. April 397 v. Chr. gehört zur Gattung der ACT-Texte. Besondere Bedeutung erlangte diese Aufzeichnung durch Bezug auf den achämenidischen König Artaxerxes II. Heute befindet sich die Keilschrifttafel BM 35115 im British Museum zu London.

## Babylonische Erwähnung
Bei dem erwähnten astronomischen Ereignis handelte es sich um eine partielle Mondfinsternis, die aufgrund der Angaben im Keilschrifttext genau zu datieren war. Die Mondfinsternis fiel in ein Schaltjahr des babylonischen Kalenders; der Schaltmonat Addaru II hatte am 23. März begonnen. Die Mondfinsternis trat in den Abendstunden des 5. April 397 v. Chr. ein. Der Schreiber des babylonischen Keilschrifttextes vermerkte die genaue Zeitangabe der Mondfinsternis:

„[Artaxerxes II. 7. Jahr]: In der Nacht des 14. Addaru II (31. Märzgreg.) begann 48 deg nach Sonnenuntergang die Bedeckung des Mondes. Der Südwind wehte.“